# خداع أربيسن

خداع أربيسن.

وهم أوربيسن (بالإنجليزية: Orbison illusion) هو خداع بصري تم وصفه لأول مرة من قبل عالم النفس وليام أربيسن في عام 1939. وهو يتألف من شكل موضوع على عدد من الدوائر متحدة المركز أو الخطوط الشعاعية، حيث تظهر المساحة الداخلية بشكل مشّوه بوجود هذه الدوائر أو الخطوط. وتعطي الخلفية انطباعا بأن هناك نوعا من المنظور. ونتيجة لذلك، يظهر الشكل بهذه الهيئة. وتختلف هذه النظرية عن نظريات خداع بصري أخرى، مثل خداع هيرينغ و خداع فونت.